# Natalscia rotundata
Natalscia rotundata är en kräftdjursart som beskrevs av Stefano Taiti och Franco Ferrara1982. Natalscia rotundata ingår i släktet Natalscia och familjen Philosciidae. Inga underarter finns listade i Catalogue of Life.